# Lịch sử hóa học

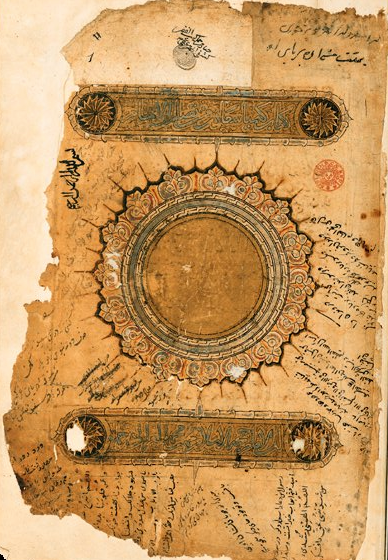
Bìa quyển Kimiya-yi sa'ādat (bản 1308) của nhà giả thuật Hồi giáo Ba Tư Al-Ghazali được trưng bày tại Bibliothèque nationale de France.

Lịch sử ngành hóa học có lẽ được hình thành cách đây khoảng 4000 năm khi người Ai Cập cổ đại lần đầu dùng kĩ thuật tổng hợp hóa học dạng "ướt". Đến thời kì 1000 năm trước Công nguyên một số nền văn minh đã dùng những kĩ thuật hóa học vẫn còn giá trị nền tảng cho đến tận ngày nay, như: luyện thép từ quặng sắt, làm đồ gốm, lên men rượu bia, tạo ra màu để sơn và trang trí, chiết xuất tinh chất từ thực vật làm thuốc hay nước hoa, làm phô mai, nhuộm quần áo, thuộc da, chế biến mỡ thành xà bông, làm ra thủy tinh, chế tạo hợp kim chẳng hạn đồng thau.
Cách tiếp cận đến bản chất của thế giới vật chất và những chuyển hóa trong đó theo kiểu triết học thời cổ đại cũng như theo kiểu giả kim thuật đã không thành công, nhưng bằng cách làm thực nghiệm và ghi lại kết quả các nhà giả kim đã đặt nền móng cho phương pháp khoa học sau này. Năm 1661, Robert Boyle bằng công trình The Sceptical Chymist đã tách biệt hẳn giả kim thuật và hóa học, mở ra thời kì mới cho hóa học hiện đại.
Hóa học trở thành ngành khoa học theo nghĩa đầy đủ khi Antoine Lavoisier nêu ra định luật bảo toàn khối lượng, đòi hỏi các đại lượng hóa học phải được định lượng và đo lường cẩn thận. Vì thế mà dù cả giả kim thuật lẫn hóa học đều quan tâm đến bản chất của vật chất và sự chuyển hóa của chúng nhưng chỉ có nhà hóa học, chứ không phải nhà giả kim, dùng phương pháp khoa học trong nghiên cứu. Lịch sử hóa học thường được gắn với lịch sử nhiệt động học, nhất là từ công trình của Willard Gibbs.

## Thời cổ đại

### Thời kỳ đồ sắt
Việc tách sắt ra khỏi tụ quặng là một công việc có thể làm được nhưng khó khăn hơn nhiều so với đồng và thiếc. Nó được phát hiện bởi vương quốc Hittites vào khoảng thế kỉ XII TCN, mở đầu cho thời kỳ đồ sắt.

### Từ lửa đến Nguyên tử luận

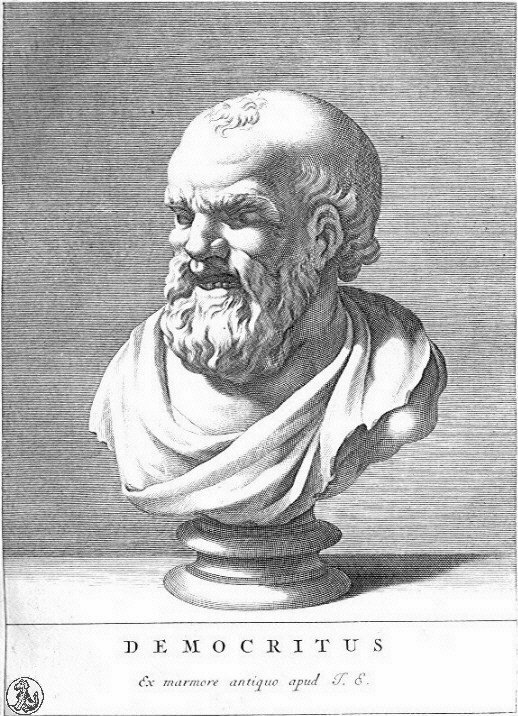
Democritus, người đề xuất nguyên tử luận

Điều đang còn tranh luận là việc tự tạo ra lửa phải chăng là phản ứng hóa học đầu tiên con người có thể kiểm soát được. Do thiếu hiểu biết có khoa học mà trong hàng triệu năm nhân loại xem lửa như là một thực thể thần bí có khả năng biến chất này thành chất khác (chẳng hạn đốt cháy gỗ thành than, biến nước sôi thành hơi), tạo ánh sáng và hơi nóng. Lửa có vai trò tối quan trọng trong xã hội sơ khai, dùng cho những sinh hoạt cơ bản như nấu nướng, soi sáng, sưởi ấm đến những kĩ thuật cao thời đó như làm đồ gốm, nung gạch hay nấu chảy kim loại làm vật dụng.
Những triết gia cổ đại trong khi cố gắng hợp lý hóa những vấn đề, chẳng hạn tại sao các chất khác nhau thì có đặc tính (màu, mùi, mật độ) khác nhau, cũng tồn tại ở những trạng thái (khí, lỏng, rắn) khác nhau, đồng thời có phản ứng khác nhau lúc tiếp xúc với môi trường (nước, lửa, nhiệt độ thay đổi) xung quanh, đã đưa ra lý thuyết sơ khởi về tự nhiên hay cụ thể là về hóa học. Những triết thuyết liên quan đến hóa học có thể nhận thấy ở bất kì nền văn minh cổ đại nào, và tựu trung đều cố gắng chỉ ra vài nguyên tố cơ bản cấu thành mọi chất khác tồn tại trong tự nhiên. Từ những khái niệm cụ thể như không khí, nước, đất, lửa, ánh sáng đến trừu tượng hơn như ý thức, thiên đường là những nguyên tố cơ bản rất phổ biến trong nhiều nền văn minh cổ như Hy Lạp, Ấn Độ, Maya, Trung Hoa.
Nguồn gốc của nguyên tử luận được coi là từ Hy Lạp và Ấn Độ cổ. Theo quyển De Rerum Natura (Nguồn gốc vạn vật) của triết gia La Mã Lucretius viết năm 50 trước Công nguyên  thì nguyên tử luận Hy Lạp ra đời khoảng năm 440 trước Công nguyên khi hai triết gia Democritus và Leucippus cho rằng "atom" (nguyên tử) là thành phần cơ bản nhất không thể chia nhỏ của vật chất. Cùng thời này ở Ấn Độ, triết gia Kanada cũng phát biểu tương tự trong tác phẩm Vaisheshika. Tuy vậy, phát biểu của Kanada cũng như Democritus chỉ có ý nghĩa triết học do thiếu dữ liệu thực nghiệm và cũng do thiếu chứng minh một cách khoa học nên ý niệm tồn tại nguyên tử rất dễ bị bác bỏ. Tại Hy Lạp Aristotle đã phản bác sự tồn tại của nguyên tử, còn trường phái Vaisheshika ở Ấn Độ cũng bị phản đối một thời gian dài.
Đa số các phương pháp luận mới mẻ hơn được Pliny già mô tả trong quyển Naturalis Historia. Ông cố gắng giải thích chúng kèm với việc thực hiện nhiều quan sát tinh tế về trạng thái khoáng vật.

### Ngành luyện kim hưng khởi
Nhờ lửa con người đã chế tạo thủy tinh, tinh chế kim loại mở đường cho ngành luyện kim ra đời. Nhiều phương pháp tinh chế kim loại được tìm ra trong thời kì đầu của ngành này, còn vàng đã được xem là kim loại quý từ năm 2600 trước Công nguyên ở Ai Cập cổ đại. Việc tìm ra hợp kim dẫn đến thời đại đồ đồng, kế tiếp là thời đại đồ sắt ghi nhận sự cải tiến vũ khí chiến đấu tốt hơn cho quân đội và chính vũ khí thường là lợi thế quyết định trong chiến tranh thời này. Ấn Độ cổ đại là nơi tạo bước tiến triển quan trọng trong ngành luyện kim, giả kim thuật.

## Thời kỳ trung cổ

### Hòn đá của triết gia và sự hưng khởi của giả kim thuật
Tiền nhân rất quan tâm tìm ra giải pháp biến các kim loại rẻ tiền chẳng hạn đồng hay sắt thành vàng. Họ cho rằng có một loại vật liệu gọi là "hòn đá của triết gia" giúp làm được việc đó, và cũng từ đó đã dẫn đến một ngành khoa học sơ khai là giả kim thuật. Ngành này xuất hiện trong nhiều nền văn minh xưa, là sự pha trộn của triết học, thuyết thần bí và phương pháp khoa học sơ khai.

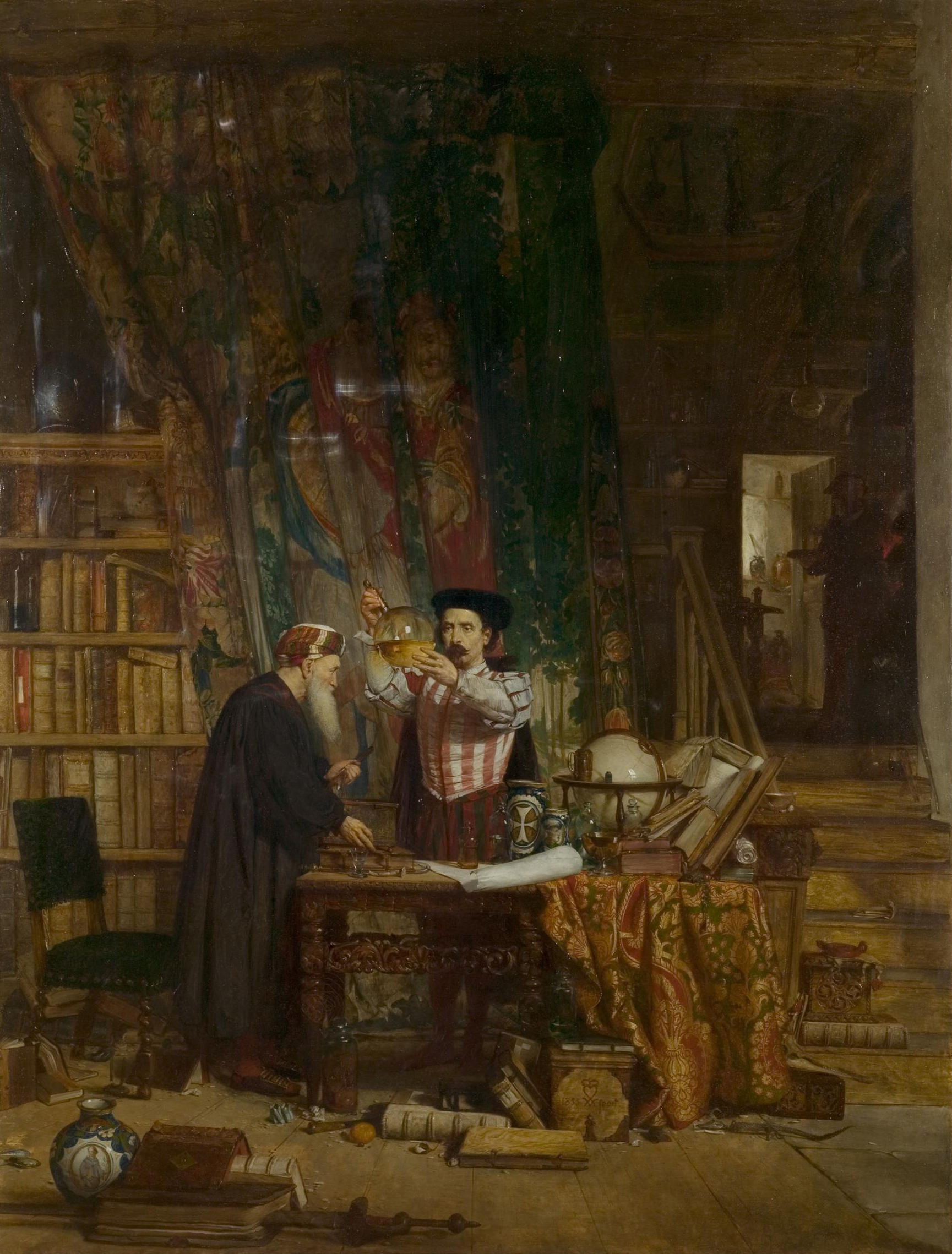
Tác phẩm "Renel nhà giả kim", của Sir William Douglas, năm 1853

Ngành giả kim không chỉ tìm cách biến kim loại thành vàng mà còn gắng tìm cách chế ra nhiều dược phẩm để cải thiện sức khỏe con người, thậm chí cố tìm được thuốc trường sinh giúp con người trẻ mãi. Các nhà giả kim còn cho rằng có một chất gọi là "ête" (tiếng Anh: ether) trong không khí giúp duy trì sự sống mọi loài. Isaac Newton trong đời nghiên cứu của ông cũng làm một vài việc theo cách thức giả kim thuật. 

### Nan đề của nhà giả kim
Theo cách đánh giá hiện nay thì ngành giả kim thời xưa có nhiều hạn chế, như việc đặt tên cho các chất mới tìm được không theo một hệ thống nào dẫn đến tình trạng có thể cùng một thuật ngữ lại chỉ nhiều đối tượng khác nhau, do đó được hiểu khác nhau.
Kế đến là không có phương pháp nào đủ tiêu chuẩn khoa học để tái tạo các thực nghiệm đã làm. Thậm chí nhiều nhà giả kim đã đưa cả những thông số không mấy phù hợp vào nghiên cứu của mình, như là thời gian theo thủy triều hay theo tuần trăng. Nhiều yếu tố huyền bí cũng như từ ngữ bí truyền dùng trong ngành giả kim dù hữu dụng nhưng không thể làm nhà giả kim lờ đi nan đề là họ cũng không biết nhiều về chúng. Từ đầu thế kỉ 14, cái mã ngoài của giả kim càng lúc càng lộ rõ và người ta bắt đầu nghi ngờ phương pháp này. Thực tế nhân loại cần một phương pháp có khoa học sao cho một thí nghiệm có thể được lặp lại bởi nhiều người khác nhau, còn kết quả thí nghiệm cần được ghi lại bằng một ngôn ngữ rõ ràng để chỉ ra điều gì đã biết hay chưa biết.

## Từ giả kim thuật đến hóa học

### Những nhà hóa học tiên phong

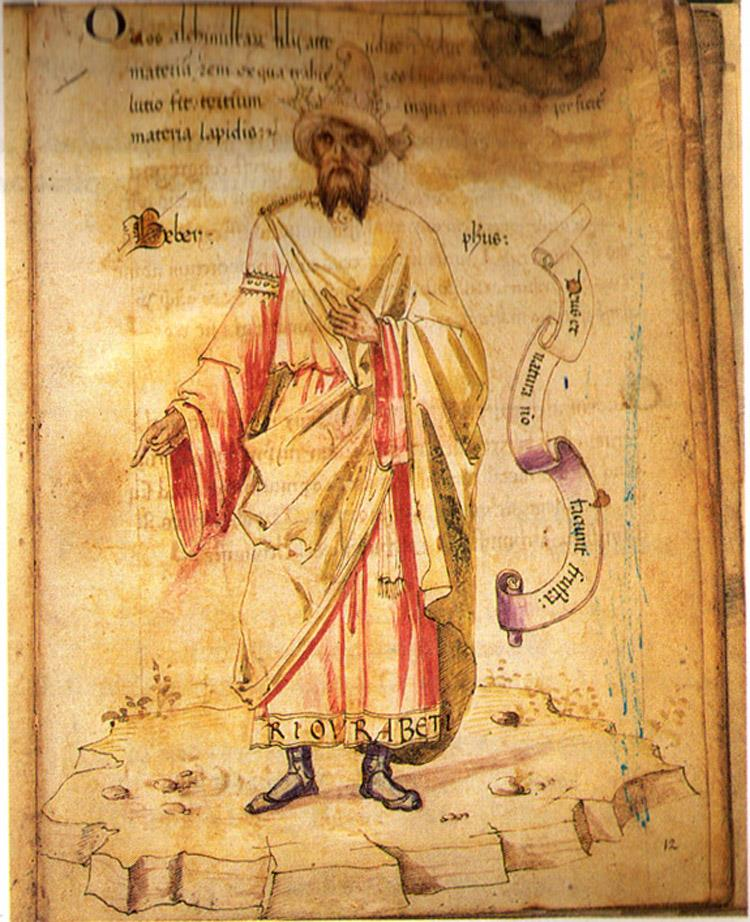
Jabir ibn Hayyan (Geber) là một nhà giả kim thuật người A Rập có những nghiên cứu thực nghiệm đã đặt nền móng cho Hóa học.

Người Hồi giáo thuộc khu vực A rập đã dịch nhiều công trình cổ Hy Lạp sang tiếng A rập, họ cũng thử nghiệm một số ý tưởng theo phương pháp khoa học. Dù đã biết là phương pháp khoa học hiện đại được phát triển dần dần và tương đối chậm nhưng vài nhà hóa học Hồi giáo như ông Jabir ibn Hayyan (ở châu Âu gọi là ông "Geber"), đã bắt đầu sử dụng phương pháp khoa học trong hóa học từ thế kỉ thứ 9, và ông được đa số xem là "ông tổ ngành hóa học". Ông đưa ra cách tiếp cận có hệ thống dựa trên thực nghiệm trong quá trình nghiên cứu khoa học., và sáng tạo ra nồi chưng cất, phân tích thành phần hóa học nhiều chất, phân biệt kiềm và axit, bào chế nhiều loại thuốc.

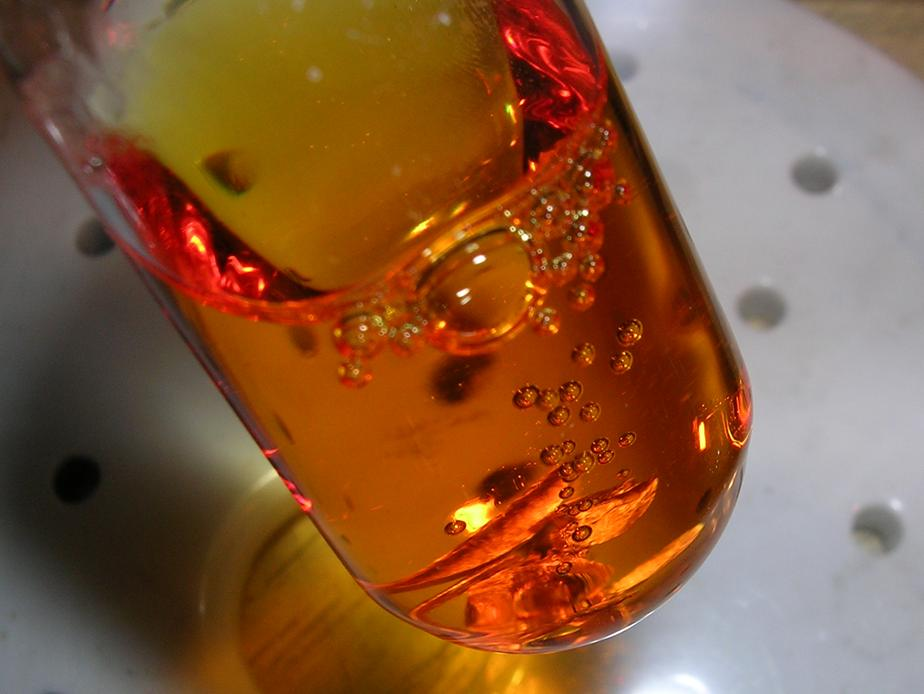
Nước cường toan là chất ăn mòn mạnh, có khả năng hòa tan được vàng và bạch kim nhưng lại không hòa tan được tantan, iridi và các kim loại thụ động khác. Nước cường toan là hỗn hợp của axit nitric đậm đặc và axit clohydric đậm đặc. Axit clohydric được Gaber phát hiện vào khoảng năm 800, bằng cách trộn muối ăn (có thành phần chủ yếu là natri chloride) vào dung dịch axit sunfuric.

Nhiều nhà hóa học Hồi giáo khác cũng có ảnh hưởng quan trọng, như Ja'far al-Sadiq, Alkindus, Abū al-Rayhān al-Bīrūnī, Avicenna cũng như Ibn Khaldun đều phản bác thuật giả kim và lý luận kiểu "hòn đá của triết gia" về sự chuyển đổi của kim loại; còn Tusi đưa ra định luật bảo toàn khối lượng ở dạng sơ khai khi ông cho rằng vật chất chỉ thay đổi trạng thái chứ không biến mất. Ông Rhazes là người đầu tiên bác bỏ thuyết của Aristotle về bốn nguyên tố vật chất cơ bản, cũng là một trong những người đặt nền tảng cho hóa học hiện đại qua việc sử dụng phòng thí nghiệm kiểu như ngày nay, thậm chí ông đã tạo ra hơn 20 dụng cụ thí nghiệm mà phần nhiều vẫn còn được dùng đến giờ.

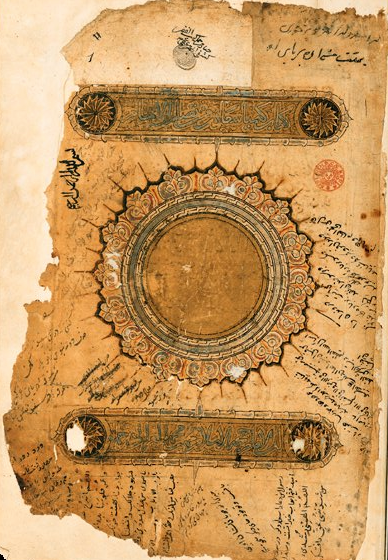
Bìa quyển Kimiya-yi sa'ādat (bản 1308) của nhà giả thuật Hồi giáo Ba Tư Al-Ghazali được trưng bày tại Bibliothèque nationale de France.

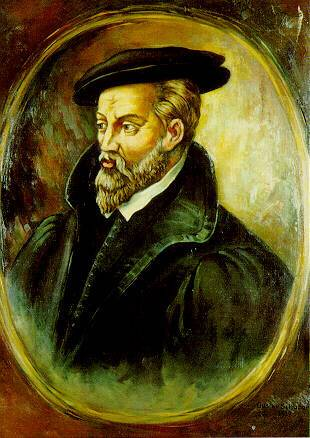
Georgius Agricola (1494 - 1554), tác giả quyển De re metallica. Ông là cha đẻ của ngành Khoáng vật học.

Từ khi nhiều tác phẩm giả kim thuật từ thế giới A rập được dịch sang tiếng Latin một số nhà giả kim nghiêm túc ở châu Âu đã theo đuổi môn này có định hướng và ngày càng làm tốt hơn. Như ông Paracelsus (1493-1541) đã bác bỏ thuyết bốn nguyên tố của Aristotle và chỉ bằng kiến thức về hóa chất và thuốc của mình đã tạo ra một môn kết hợp giả kim và khoa học, dù ông chưa làm cho những thí nghiệm của bản thân có tính khoa học đầy đủ hơn. Lý thuyết mở rộng của ông chỉ ra cách tạo chất mới từ thủy ngân và lưu huỳnh mà ông gọi là "dầu lưu huỳnh". Có lẽ đây chính là chất đimêtyl ete (có công thức cấu tạo là H3COCH3) ngày nay, vốn chẳng có thủy ngân lẫn lưu huỳnh. 
Những cố gắng cải tiến phương pháp lọc tách quặng lấy kim loại là nguồn thông tin quan trọng với nhiều nhà hóa học tiên phong, chẳng hạn ông Georg Agricola (1494–1555) có tác phẩm kinh điển De re metallica ấn hành năm 1556 bàn về vấn đề này. Ông đã lược bỏ những yếu tố kì bí trong ngành và đưa ra nền tảng thực hành để người khác có thể làm theo. Tác phẩm này đề cập nhiều loại lò nấu quặng, tạo ra sự quan tâm nghiên cứu về khoáng chất cũng như hợp chất của chúng.

## Thời kỳ phục hưng
Năm 1605 ông Francis Bacon công bố tác phẩm The Proficience and Advancement of Learning được coi là mở đầu cho lý thuyết về phương pháp khoa học. Năm 1615 Jean Beguin công bố tác phẩm Tyrocinium Chymicum là giáo trình hóa học thuộc loại đầu tiên có nêu ra khái niệm phản ứng hóa học.

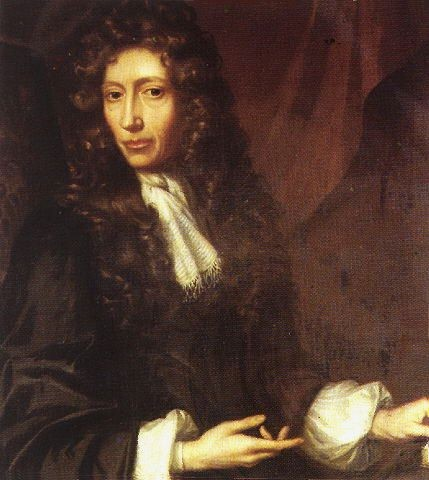
Robert Boyle, người tiên phong của hóa học hiện đại

Robert Boyle (1627–1691) được xem là người xác lập lại phương pháp có tính khoa học cho ngành giả kim, đồng thời làm cho ngành hóa học không chỉ dừng ở thuật giả kim nữa mà tách biệt ra và phát triển mạnh thêm. Ông theo nguyên tử luận nhưng thích gọi "nguyên tử" là corpuscle thay cho atoms. Ông nhận định rằng ở mức độ nhỏ nhất của vật chất là nguyên tử thì tính chất của chúng được duy trì chứ không biến đổi. Ông còn phát minh ra định luật Boyle, viết tác phẩm kinh điển The Sceptical Chymist có bàn đến thuyết nguyên tử của vật chất.
Năm 1754 Joseph Black tách được khí cacbonic mà ông gọi là "không khí cô đặc". Carl Wilhelm Scheele và Joseph Priestly độc lập nhau tìm ra khí ôxi mà họ gọi là "khí cháy". Joseph Proust đưa ra định luật xác nhận các nguyên tố kết hợp nhau theo một tỉ lệ nguyên làm thành hợp chất. Năm 1800 ông Alessandro Volta là người đầu tiên chế ra pin và thiết lập quy tắc cho môn điện hóa học. Năm 1803 John Dalton nêu định luật Dalton mô tả quan hệ giữa các thành phần trong một hỗn hợp khí cùng ảnh hưởng của áp suất từng loại lên tổng thể hỗn hợp. Ở Nga, ông Mikhail Lomonosov là người khai mở ngành hóa học đồng thời bác bỏ lý thuyết quá trình cháy và nêu ra thuyết động học chất khí. Ông xem nhiệt là một loại chuyển động, đề xuất ý tưởng về định luật bảo toàn vật chất.

## Thời kỳ cận đại

### Antoine Lavoisier

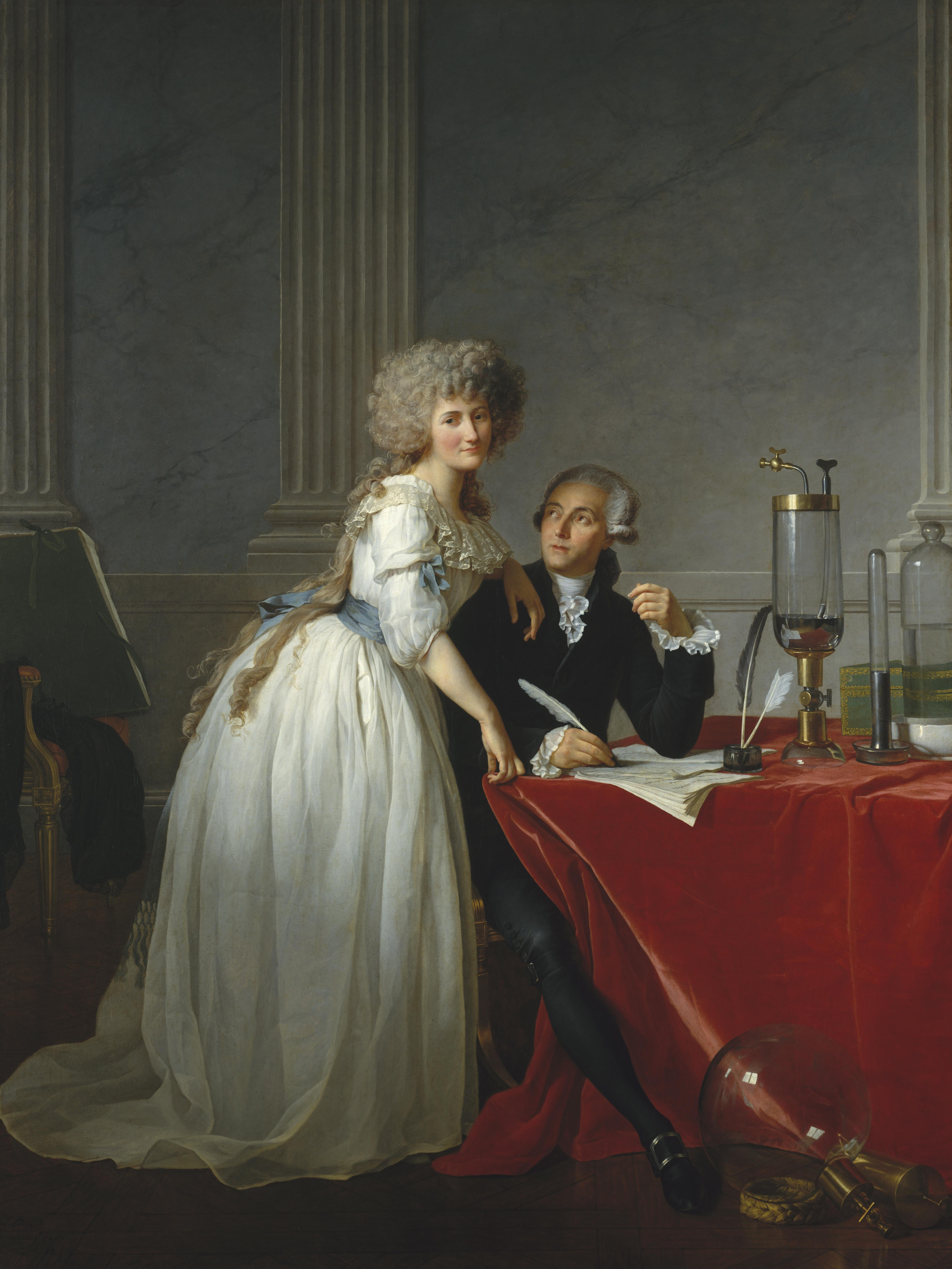
Tác phẩm Chân dung Lavoisier và vợ của Jacques-Louis David

Tuy rằng nhiều nhà hóa học tiên phong từ thời cổ Hy Lạp, cổ Ai Cập đến thời kì A rập, Ba Tư có đóng góp cơ bản cho ngành nhưng ông Antoine Lavoisier mới được xem là người khai sinh hóa học hiện đại. Ông đưa ra định luật bảo toàn khối lượng, còn gọi là định luật Lavoisier năm 1789 và nhờ đó ngành hóa học có được phương pháp định lượng nghiêm ngặt giúp thiết lập những dự đoán tin cậy. Ông còn nổi danh bởi lý thuyết quá trình cháy đề xuất năm 1783.

### Tranh luận về sự sống - Hóa học hữu cơ
Sau khi xác định được bản chất sự cháy lại nảy sinh tranh luận về bản chất sự sống cũng như khác biệt căn bản giữa chất vô cơ và hữu cơ khởi từ việc ông Friedrich Wöhler tình cờ tổng hợp được urê (có công thức cấu tạo là CO(NH2)2) từ chất vô cơ năm 1828.  Trước thế kỉ XIX, vẫn tồn tại thuyết duy tâm cho rằng hợp chất hữu cơ được sinh ra trong các cơ thể sống và con người không thể tổng hợp chất hữu cơ từ nguồn vô cơ nên phát hiện này đã giáng đòn mạnh vào thuyết duy tâm và thúc đẩy sự ra đời của hóa học hữu cơ. Đến cuối thế kỉ 19 các nhà khoa học đã tổng hợp thành công hàng trăm hợp chất hữu cơ, như màu nhuộm, aspirin.

### Bất đồng về nguyên tử luận sau thời Lavoisier

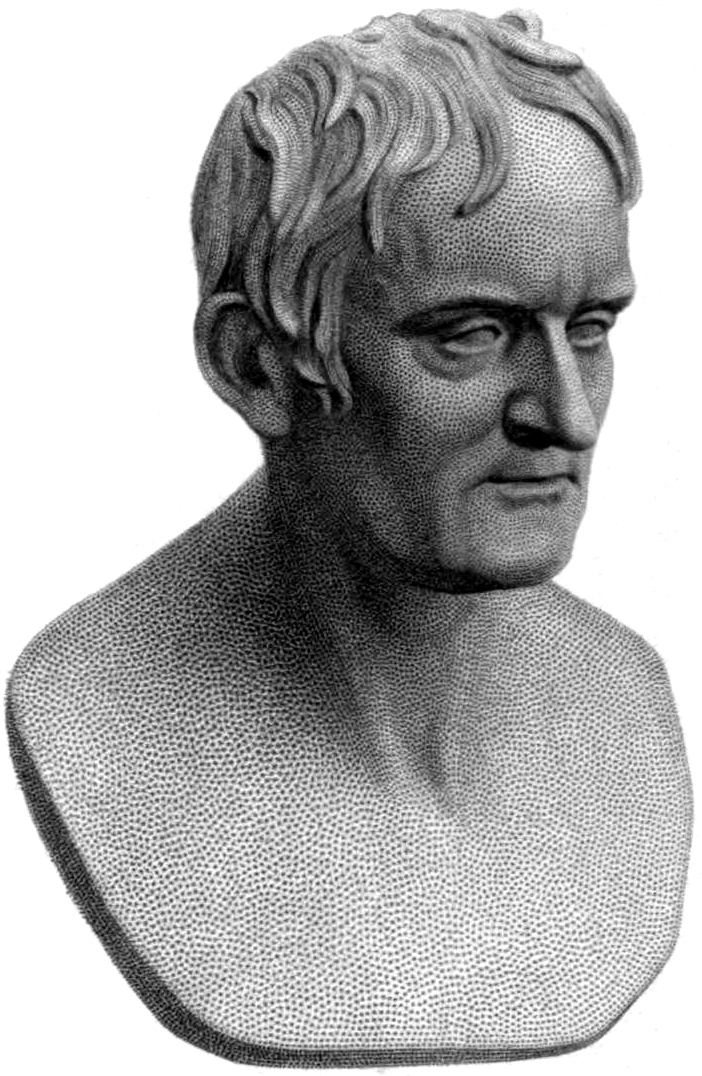
Bust of John Dalton by Chantrey

Throughout the 19th century, chemistry was divided between those who followed the atomic theory of John Dalton and those who did not, such as Wilhelm Ostwald và Ernst Mach. Although such proponents of the atomic theory as Amedeo Avogadro và Ludwig Boltzmann made great advances in explaining the behavior of gases, this dispute was not finally settled until Jean Perrin's experimental investigation of Einstein's atomic explanation of Brownian motion in the first decade of the 20th century.
Well before the dispute had been settled, many had already applied the concept of atomism to chemistry. A major example was the ion theory of Svante Arrhenius which anticipated ideas about atomic substructure that did not fully develop until the 20th century. Michael Faraday was another early worker, whose major contribution to chemistry was electrochemistry, in which (among other things) a certain quantity of electricity during electrolysis hoặc electrodeposition of metals was shown to be associated with certain quantities of chemical elements, and fixed quantities of the elements therefore with each other, in specific ratios. These findings, like those of Dalton's combining ratios, were early clues to the atomic nature of matter.

## Bảng tuần hoàn

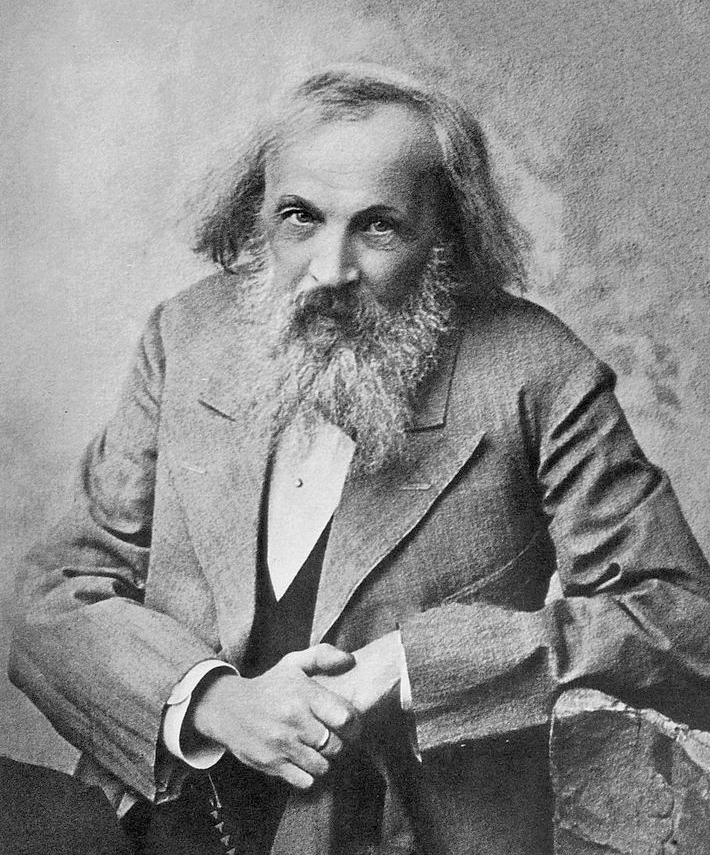
Dmitri Mendeleev (1834 - 1897), nhà khoa học người Nga đã sáng tạo ra bảng tuần hoàn các nguyên tố hóa học.

For many decades, the list of known chemical elements had been steadily increasing. A great breakthrough in making sense of this long list (as well as in understanding the internal structure of atoms as discussed below) was Dmitri Mendeleev và Lothar Meyer's development of the periodic table, and particularly Mendeleev's use of it to predict the existence and the properties of germanium, gallium, and scandium, which Mendeleev called ekasilicon, ekaaluminium, and ekaboron respectively. Mendeleev made his prediction in 1870; gallium was discovered in 1875, and was found to have roughly the same properties that Mendeleev predicted for it.

## Định nghĩa hiện đại về Hóa học

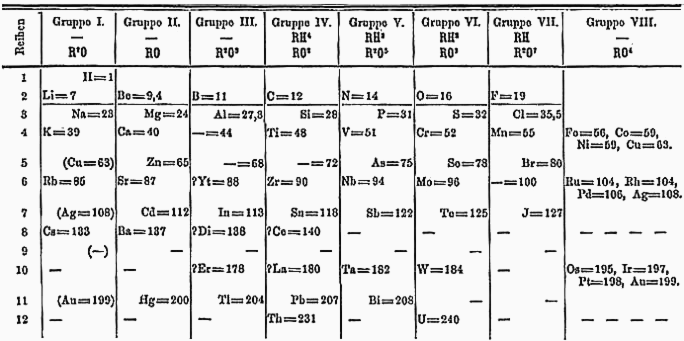
Dmitri Mendeleev phát minh ra bảng tuần hoàn năm 1871. Bảng tuần hoàn là một trong những biểu tượng mạnh nhất trong khoa học, nằm trong cốt lõi của hóa học và thể hiện các nguyên tắc cơ bản nhất của ngành này.

Classically, before the 20th century, chemistry was defined as the science of the nature of matter and its transformations. It was therefore clearly distinct from physics which was not concerned with such dramatic transformation of matter. Moreover, in contrast to physics, chemistry was not using much of mathematics. Even some were particularly reluctant to using mathematics within chemistry. For example, Auguste Comte wrote in 1830:
Every attempt to employ mathematical methods in the study of chemical questions must be considered profoundly irrational and contrary to the spirit of chemistry.... if mathematical analysis should ever hold a prominent place in chemistry -- an aberration which is happily almost impossible -- it would occasion a rapid and widespread degeneration of that science.
However, in the second part of the 19th century, the situation changed and August Kekule wrote in 1867:
I rather expect that we shall someday find a mathematico-mechanical explanation for what we now call atoms which will render an account of their properties.
After the discovery by Ernest Rutherford và Niels Bohr of the atomic structure in 1912, and by Marie và Pierre Curie of radioactivity, scientists had to change their viewpoint on the nature of matter. The experience acquired by chemists was no longer pertinent to the study of the whole nature of matter but only to aspects related to the electron cloud surrounding the atomic nuclei and the movement of the latter in the electric field induced by the former (see Born-Oppenheimer approximation). The range of chemistry was thus restricted to the nature of matter around us in conditions which are not too far from standard conditions for temperature and pressure and in cases where the exposure to radiation is not too different from the natural microwave, visible hoặc UV radiations on Earth. Chemistry was therefore re-defined as the science of matter that deals with the composition, structure, and properties of substances and with the transformations that they undergo. However the meaning of matter used here relates explicitly to substances made of atoms and molecules, disregarding the matter within the atomic nuclei and its nuclear reaction or matter within highly ionized plasmas. Nevertheless the field of chemistry is still, on our human scale, very broad and the claim that chemistry is everywhere is accurate.

## Hóa học lượng tử
Some view the birth of quantum chemistry in the discovery of the Schrödinger equation and its application to the hydrogen atom in 1926. However, the 1927 article of Walter Heitler và Fritz London is often recognised as the first milestone in the history of quantum chemistry. This is the first application of quantum mechanics to the diatomic hydrogen molecule, and thus to the phenomenon of the chemical bond. In the following years much progress was accomplished by Edward Teller, Robert S. Mulliken, Max Born, J. Robert Oppenheimer, Linus Pauling, Erich Hückel, Douglas Hartree, Vladimir Aleksandrovich Fock, to cite a few.
Still, skepticism remained as to the general power of quantum mechanics applied to complex chemical systems. The situation around 1930 is described by Paul Dirac:
"The underlying physical laws necessary for the mathematical theory of a large part of physics and the whole of chemistry are thus completely known, and the difficulty is only that the exact application of these laws leads to equations much too complicated to be soluble. It therefore becomes desirable that approximate practical methods of applying quantum mechanics should be developed, which can lead to an explanation of the main features of complex atomic systems without too much computation.
Hence the quantum mechanical methods developed in the 1930s and 1940s are often referred to as theoretical molecular hoặc atomic physics to underline the fact that they were more the application of quantum mechanics to chemistry and spectroscopy than answers to chemically relevant questions."

In the 1940s many physicists turned from molecular hoặc atomic physics to nuclear physics (like J. Robert Oppenheimer hoặc Edward Teller). In 1951, a milestone article in quantum chemistry is the seminal paper of Clemens C. J. Roothaan on Roothaan equations. It opened the avenue to the solution of the self-consistent field equations for small molecules like hydrogen hoặc nitrogen. Those computations were performed with the help of tables of integrals which were computed on the most advanced computers of the time.

## Sinh học phân tử và Hóa sinh

Biểu đồ mô tả một số đặc điểm cấu trúc chính của DNA

Vào giữa thế kỷ 20, về nguyên tắc, sự tích hợp của vật lý và hóa học đã được mở rộng, với các tính chất hóa học được giải thích như là kết quả của cấu trúc điện tử của nguyên tử; Cuốn sách của Linus Pauling về Tự nhiên của Trái phiếu Hóa học đã sử dụng các nguyên lý cơ học lượng tử để suy ra các góc trái phiếu trong các phân tử phức tạp hơn bao giờ hết. Tuy nhiên, mặc dù một số nguyên lý được rút ra từ cơ học lượng tử có thể tiên đoán một số tính chất hóa học đối với các phân tử liên quan đến sinh học, nhưng đến cuối thế kỷ 20, lại là tập hợp các quy tắc, quan sát và công thức hơn các phương pháp định lượng ab initio nghiêm ngặt.
Cách tiếp cận dựa trên kinh nghiệm này đã thành công năm 1953 khi James Watson và Francis Cricksuy luận cấu trúc xoắn kép của DNA bằng cách xây dựng các mô hình bị ràng buộc bởi và thông báo bởi kiến thức về tính chất hóa học của các phần cấu thành và các mô hình nhiễu xạ tia X thu được bởi Rosalind Franklin.  Khám phá này dẫn tới sự bùng nổ của nghiên cứu hóa sinh của cuộc sống.
Trong cùng năm đó, thí nghiệm Miller-Urey đã chứng minh rằng các thành phần cơ bản của protein, các amino acid đơn giản, có thể được tạo ra từ những phân tử đơn giản trong mô phỏng các quá trình nguyên thủy trên trái đất. Mặc dù vẫn còn nhiều câu hỏi về bản chất thực sự của nguồn gốc của cuộc sống, đây là lần đầu tiên các nhà nghiên cứu thử nghiệm các quy trình giả thuyết trong phòng thí nghiệm dưới điều kiện kiểm soát.
Năm 1983 Kary Mullis đã phát minh ra phương pháp khuếch đại DNA trong ống nghiệm, gọi là phản ứng chuỗi polymerase (PCR), làm cách mạng hóa các quá trình hóa học được sử dụng trong phòng thí nghiệm để điều khiển nó. PCR có thể được sử dụng để tổng hợp các đoạn DNA cụ thể và có thể sắp xếp DNA của các sinh vật, kết quả là trong dự án bộ gen của con người.
Một phần quan trọng trong câu đố bằng xoắn kép đã được giải quyết bởi một trong những sinh viên của Pauling Matthew Meselson và Frank Stahl, kết quả của sự hợp tác của họ (thí nghiệm Meselson-Stahl) đã được gọi là "thí nghiệm đẹp nhất trong sinh học".
Họ sử dụng một kỹ thuật ly tâm để phân loại các phân tử theo sự khác biệt về trọng lượng. Vì các nguyên tử nitơ là thành phần của DNA nên chúng được dán nhãn và do đó được theo dõi trong quá trình sao chép trong vi khuẩn.

## Cuối thế kỉ 20

Mô hình 3 chiều của Fullerene (C_{60})

Vào năm 1970, John Pople đã phát triển chương trình phần mềm Gaussian làm giảm đáng kể các tính toán hóa học. Năm 1971, Yves Chauvin đưa ra một lời giải thích về cơ chế phản ứng của phản ứng trao đổi olefin. Năm 1975, K. Barry Sharpless và nhóm của ông đã phát hiện ra một chất chống oxy hóa, phản ứng bao gồm epoxi hoá Sharpless, bất đối xứng dihydroxyl hoá Sharpless, và oxy amin hoá Sharpless. Năm 1985, Harold Kroto, Robert Curl và Richard Smalley khám phá Fullerene, một lớp bọc của các phân tử cacbon lớn bề ngoài giống như những mái vòm được thiết kế bởi kiến trúc sư R. Buckminster Fuller. Năm 1991, Sumio Iijima sử dụng kính hiển vi điện tử để phát hiện ra một loại fullerene trụ được biết đến như một ống nano carbon, mặc dù công việc trước đó đã được thực hiện trong lĩnh vực này càng sớm càng 1951. Tài liệu này là một thành phần quan trọng trong lĩnh vực công nghệ nano. Năm 1994, Robert A. Holton và nhóm của ông đạt được tổng hợp đầu tiên của chất hữu cơ Taxol. Năm 1995, Eric Cornell và Carl Wieman sản xuất lần đầu thể ngưng tụ Bose-Einstein, một chất có hiển thị tính chất cơ học lượng tử trên phạm vi vĩ mô.

## Toán học và Hoá học
Về mặt cổ điển, trước thế kỷ 20, hóa học được định nghĩa là ngành khoa học về bản chất của vật chất và sự biến đổi của nó. Do đó rõ ràng là có sự khác biệt so với vật lý không liên quan đến sự biến đổi đáng kể của vật chất. Hơn nữa, trái ngược với vật lý, hóa học không sử dụng nhiều toán học. Ngay cả một số bài toán Hoá học đặc biệt cũng không muốn sử dụng toán học trong hóa học. Ví dụ, Auguste Comte đã viết năm 1830:
Mọi cố gắng để sử dụng các phương pháp toán học trong nghiên cứu các câu hỏi hoá học phải được coi là không hợp lý sâu sắc và trái với tinh thần của hóa học.... nếu phân tích toán học nên bao giờ giữ một vị trí nổi bật trong hóa học - một sai lệch mà là hạnh phúc gần như không thể - nó sẽ nhân dịp một thoái hóa nhanh chóng và lan rộng của khoa học đó.
Tuy nhiên, trong phần hai của thế kỷ 19, tình hình đã thay đổi và August Kekulé đã viết năm 1867:
Tôi mong đợi rằng một ngày nào đó chúng ta sẽ tìm ra một giải thích cơ học-toán học cho cái mà bây giờ chúng ta gọi là các nguyên tử sẽ làm cho một tài khoản của tài sản của họ.

## Ngành hóa chất
Sau thế kỷ XIX đã có sự gia tăng lớn trong việc khai thác dầu mỏ từ trái đất để sản xuất một loạt các hóa chất và thay thế phần lớn sử dụng dầu cá voi, các kho than đá và các cửa hàng hải quân được sử dụng trước đây. Sản xuất quy mô lớn và sàng lọc các nguồn cung cấp xăng dầu cung cấp nhiên liệu lỏng như xăng, dầu diesel, dung môi, chất bôi trơn, nhựa đường, sáp và sản xuất nhiều nguyên liệu thông thường của thế giới hiện đại như sợi tổng hợp, chất dẻo, Chất tẩy rửa, dược phẩm, chất kết dính và ammonia làm phân bón và cho các mục đích sử dụng khác. Nhiều trong số những chất xúc tác mới cần thiết này và việc sử dụng công nghệ hóa học để sản xuất hiệu quả về chi phí của chúng.
Vào giữa thế kỷ XX, việc kiểm soát cấu trúc điện tử của vật liệu bán dẫn đã được thực hiện chính xác bằng việc tạo ra các thỏi lớn tinh thể đơn cực tinh khiết của silic và germani. Kiểm soát chính xác thành phần hóa học của chúng bằng cách pha tạp với các nguyên tố khác tạo ra bóng bán dẫn thể rắn năm 1951 và tạo ra các mạch tích hợp nhỏ để sử dụng trong các thiết bị điện tử, đặc biệt là máy tính.

### Lịch sử và các thời kì
- Thuyết nguyên tử
- Cupellation
- Lịch sử sắc ký
- Lịch sử hóa điện
- Lịch sử của phân tử
- Lịch sử sinh học phân tử
- Lịch sử vật lý
- Lịch sử khoa học và công nghệ
- Lịch sử của bảng tuần hoàn
- Lịch sử của nhiệt động lực học
- Lịch sử năng lượng
- Lịch sử lý thuyết phân tử
- Lịch sử khoa học vật liệu
- Danh sách năm khoa học
- Giải Nobel Hóa học
- Dòng thời gian vật lý nguyên tử và hạ nguyên tử
- Tiến trình khám phá các thành phần hóa học
- Dòng thời gian hóa học
- Thời hạn của công nghệ vật liệu
- Dòng thời gian của nhiệt động lực học, cơ học thống kê và các quá trình ngẫu nhiên
- Lịch sử hóa học của một ngọn nến

### Danh sách nhà hóa học
listed chronologically:
- List of chemists
- Joseph Black, 1728-1799
- Joseph Priestley, 1733-1804
- Carl Wilhelm Scheele, 1742-1786
- Alessandro Volta, 1745-1827
- Jacques Charles, 1746-1823
- Claude Louis Berthollet, 1748-1822
- Joseph-Louis Gay-Lussac, 1778-1850
- Humphry Davy, 1778-1829
- Jöns Jakob Berzelius, inventor of modern chemical notation, 1779-1848
- Justus von Liebig, 1803-1873
- Louis Pasteur, 1822-1895
- Stanislao Cannizzaro, 1826-1910
- Friedrich August Kekulé von Stradonitz, 1829-1896
- Willard Gibbs, 1839-1903
- J. H. van 't Hoff, 1852-1911
- Marie Curie, 1867-1934
- Victor Grignard, 1871-1935
- Gilbert N. Lewis, 1875-1946
- Otto Hahn, 1879-1968
- Irving Langmuir, 1881-1957
- Walther Nernst, 1864-1941
- Linus Pauling, 1901-1994
- Glenn T. Seaborg, 1912-1999
- Frederick Sanger, 1918-
- Rudolph A Marcus, 1923-
- Harold Kroto, 1939-
- Richard Smalley, 1943-2005
- Peter Atkins, 1940-